# Färden från lerfolket
Färden från lerfolket är den fjärde delen i fantasybokserien Sanningens svärd av Terry Goodkind. Den utgör den andra tredjedelen av den engelska boken Stone of Tears.